# Barbara Mendes
Barbara « Willy » Mendes, née le 30 janvier 1948, est une artiste et auteure de bande dessinée américaine. Elle est surtout connue pour ses travaux en collaboration avec Trina Robbins dans It Ain't Me, Babe et All Girl Thrills, qui l'ont rendue influente car elle fait partie des rares artistes féminines de la première heure dans le mouvement des comics underground. Elle accède à la notoriété sous le pseudonyme « Willy » mais, par la suite, elle reprend son véritable nom.

## Biographie

### Jeunesse et formation
Barbara Mendes naît le 30 janvier 1948. Elle suit les cours au lycée The High School of Music and Art (en) à New York puis intègre l'Université de Californie à Riverside.

### Carrière
Mendes déploie ses activités sur deux fronts : tout en participant aux comics alternatifs, elle expose des œuvres dans des galeries d'art aux États-Unis. Le judaïsme et le féminisme constituent des thèmes récurrents dans ses travaux.

#### Participations auxcomix
À la fin des années 1960, après avoir obtenu son diplôme à l'université, Mendes commence sa carrière artistique dans les comics underground. Elle s'associe à Trina Robbins et Nancy Kalish pour Gothic Blimp Works, supplément de bande dessinée du périodique alternatif East Village Other. Mendes et Robbins poursuivent leur collaboration et, en 1970, elles publient It Ain't Me, Babe (comics), entièrement réalisé par des femmes. En solo, Mendes publie en 1971 Illuminations, dans un style psychédélique. Puis elle prend ses distances avec les comics pour s'adonner à la peinture sous son nom véritable. Elle estime que ses « œuvres n'ont jamais présenté d'aspect cru ou sexuel... Il s'agissait de hippies sauvant le monde grâce à la spiritualité ».
En 2022, elle reçoit le prix Inkpot pour l'ensemble de son œuvre.

#### Carrière de peintre
Mendes réalise une peinture murale dans une synagogue à Los Angeles et cette expérience la rapproche de ses racines. Elle étudie la Torah et pratique activement le judaïsme, qui devient le moteur de sa vie et de ses créations artistiques[réf. souhaitée]. Elle ouvre sa propre galerie d'art à Los Angeles et peint des récits sur les thèmes de la Genèse, de l'Exode et du Lévitique. Elle élabore un style personnel pour ces « peintures épiques » en employant des couleurs vives dans des narrations visuelles pour restituer des histoires et des messages tirés de la Bible.

## Publications

### Comics
- Make Money, Sell American Seeds, dans Slow Death Funnies (en) #1 (Last Gasp, avril 1970)
- Oma, dans It Ain't Me, Babe (comics) (Last Gasp, juillet 1970)
- Ada in Insect Fear #2 (Print Mint, mars 1971)
- Take This Woman Comix dans San Francisco Comic Book (en) #3 (Print Mint, août 1971)
- Plusieurs histoires dans All Girl Thrills #1 (Print Mint, 1971)
- Easy Come Easy Go dans Yellow Dog (comics) #23 (Print Mint, octobre 1972)
- The Hippy Wedding, dans The Someday Funnies (Abrams, 2011) — réimpression d'un récit datant des années 1970

#### Participations
- It Ain't Me, Babe (comics) (Last Gasp, July 1970)
- Illuminations (1971)